# Pueblo Nuevo (Kolumbia)
Pueblo Nuevo – miasto w Kolumbii, w departamencie Córdoba.